# Elfershausen
Elfershausen är en köping (Markt) i Landkreis Bad Kissingen i Regierungsbezirk Unterfranken i förbundslandet Bayern i Tyskland.
Köpingen ingår i kommunalförbundet Elfershausen tillsammans med kommunen Fuchsstadt.